# Пнево (Кольський повіт)
Пнево (пол. Pniewo) — село в Польщі, у гміні Ходув Кольського повіту Великопольського воєводства.
Населення — 168 осіб (2011).
У 1975-1998 роках село належало до Конінського воєводства.

## Демографія
Демографічна структура станом на 31 березня 2011 року:
|          | Загалом | Допрацездатний вік | Працездатний вік | Постпрацездатний вік |
| -------- | ------- | ------------------ | ---------------- | -------------------- |
| Чоловіки | 77      | 23                 | 46               | 8                    |
| Жінки    | 91      | 20                 | 52               | 19                   |
| Разом    | 168     | 43                 | 98               | 27                   |